# Русьян Сергій Сергійович
Сергій Сергійович Русьян (нар. 5 серпня 1999) — український футболіст, півзахисник «Агробізнес» (Волочиськ).

## Життєпис
Вихованець донецького «Металурга» та «Арсеналу». У сезоні 2016/17 років виступав у команді «Арсенал» U-19, за яку зіграв 12 матчів. Першу частину сезону провів у донецькому «Олімпіку», але через велику конкуренцію за першу команду не виступав. Натомість захищав кольори юнацької (11 матчів) та молодіжної (4 матчі) команди «Олімпіка». Взимку 2018 року залишив розташування донецького клубу, а 12 лютого 2018 року підписав контракт з ФК «Олександрія». Дебютував у молодіжному складі олександрійців 16 лютого 2018 року в переможному (1:0) виїзному поєдинку 21-го туру Прем'єр-ліги (U-21) проти кам'янської Сталі U-21. Сергій вийшов на поле в стартовому складі, а на 59-й хвилині його замінив Самюель Мандей. За дорослу команду олександрійців дебютував 31 березня 2018 року в нічийному (0:0) виїзному поєдинку 25-го туру Прем'єр-ліги проти кропивницької «Зірки». Русьян вийшов на поле на 70-й хвилині, замінивши Євгена Протасова.

## Досягнення
- Бронзовий призер молодіжного чемпіонату: 2017/18н

Победитель Мемориала Макарова 2019, в составе Сборной Украины среди студентов. http://vfas.org.ua/uk/news/8864/
Серебряный призёр молодёжного чемпионата Украины 2018/2019